# Дідівщина (армія)
Дідівщина — раніше в Збройних силах СРСР, нині у ЗС Російської Федерації, ЗСУ та в ряду армій країн колишнього СРСР форма нестатутних домінантно-статусних стосунків між військовослужбовцями; найпоширеніша форма нестатутних стосунків, що є порушенням статутних правил стосунків між військовослужбовцями строкової служби, заснована на неформальному ієрархічному поділі солдатів і сержантів за призовом і терміном служби.
Ідеологічну основу дідівщини складають традиції, звичаї й обряди, що передаються від призову до призову. Часто (але далеко не завжди) вказані традиції й обряди зв'язані з фактами приниження честі і гідності військовослужбовців пізнішого призову військовослужбовцями призову більш раннього.
Деякі дослідники вважають, що економічною основою дідівщини є можливість отримання матеріальної вигоди шляхом використання праці «молодих» солдатів на роботах, не передбачених статутом і не пов'язаних з господарською діяльністю частини. Проте, дідівщина існує і в тих підрозділах, в яких немає необхідності залучати солдатів до нестатутних робіт. У ЗС РФ у середньому трапляється близько 10-20 випадків за рік, коли в результаті побоїв військовослужбовцям були заподіяні тяжкі тілесні ушкодження і навіть смерть.

## Особливості як правопорушення
Слід брати до уваги, що нестатутні взаємини — поняття ширше, ніж «дідівщина». Нестатутні взаємини включають весь спектр стосунків між військовослужбовцями, які не описані в загальновійськових статутах (у тому числі стосунки начальник-підлеглий, підлеглий-начальник). «Дідівщина» у вузькому понятті охоплює тільки ті порушення статутів, які пов'язані з взаєминами між військовослужбовцями старшого і молодшого призову.
Крім того, сучасна наука карного й адміністративного права розрізняє злочини, здійснені у рамках так званих «дідівщини» і «казармового хуліганства». Відмінною рисою тут є суб'єктивна сторона правопорушення. У першому випадку намір правопорушника спрямований на затвердження свого статусу як старослуживого, примус молодого солдата до виконання господарських робіт, здійснення певних ритуалів, пов'язаних з «традиціями дідівщини» тощо. У другому випадку протиправні дії правопорушника мотивовані особистими неприязними стосунками, міжнаціональною, міжетнічною, релігійною неприязню, майновими взаєминами, несподівано виниклими неприязними стосунками тощо (див. коментар карного кодексу до статей, що передбачають відповідальність за злочини проти особи, честі і гідності; Відомості Верховного Суду СРСР, Верховного Суду Російської Федерації (судова практика).
Таким чином, порушення у рамках «дідівщини» статутних правил стосунків між військовослужбовцями, що не полягають у стосунках підлеглості, можна кваліфікувати як посягання військовослужбовців старшого призову на права, честь, гідність і особисту недоторканість військовослужбовців молодшого призову.
Часто явище дідівщини обумовлене безпосередньо співвідношенням фізичної і моральної сили «дідів, дідусів, ветеранів, старих, дембелів» (панів) і «бісів, духів, душар, чекістів, чека, салабонів, дрищів, молодих, слонів» (рабів).
Один з ключових негативних чинників існування «дідівщини» як явища полягає в тому, що ця армійська субкультура серйозно підриває авторитет армії серед молоді призовного віку і є однією з головних причин ухилення від військової служби.
Схоже явище, однак, виражене не так яскраво, як в армії, також спостерігається в деяких школах, інтернатах і інших освітніх і соціальних установах. Жертвами зазвичай стають фізично слабкіші, невпевнені в собі або просто молодші за віком. Для системи вищої освіти дідівщина не характерна, не зафіксовано жодного факту явищ, що нагадують хоч в чомусь дідівщину в цивільних вищих навчальних закладах. Це пов'язано з відсутністю економічної основи (базису) для дідівщини в університетах і інших цивільних вищих навчальних закладах.

## Відповідальність
Порушення статутних взаємин за ступенем громадської небезпеки діляться на:
- дисциплінарні провини;
- карні злочини.

До останньої категорії відносяться порушення, що об'єктивно підпадають під диспозицію чинних статей Карного Кодексу (нанесення побоїв, катування, дії, що грубо ображають людську гідність, грабіж та ін.). Відповідальність настає в загально кримінальному порядку. Дії військовослужбовця, що допустив нестатутні стосунки, які не підпадають під поняття злочину, слід розцінювати як дисциплінарна провина (порушення порядку заступання на зміну в наряд, примус до виконання господарчо-побутових робіт (якщо це не пов'язано з фізичним насильством), примус до виконання нестатутних ритуалів (так само без фізичного насильства) тощо). У цьому випадку відповідальність настає відповідно до вимог Дисциплінарного Статуту Збройних Сил.

## Історія
Соціалізація хлопчиків завжди здійснюється не лише по вертикалі (дорослі чоловіки соціалізують хлопчиків), але й по горизонталі, через приналежність до групи однолітків. У цих групах часто формуються неформальні правила і звичаї, дотримання яких настільки важливе для молодих людей, що вони в першу чергу керуються ними, а не писаними законами і статутами.
Це явище описане ще в Ітонському коледжі XVI — XVIII століть, де влада товаришів по навчанню була ще жорстокішою і примхливішою, ніж вчительська влада. Шкільна спільнота була різновіковою. Вік, коли хлопчиків відправляли в школу, коливався від 8-9 до 16-17 років. Нерівність у силі, віці і стажі перебування в школі створювало жорстку «вертикаль влади».

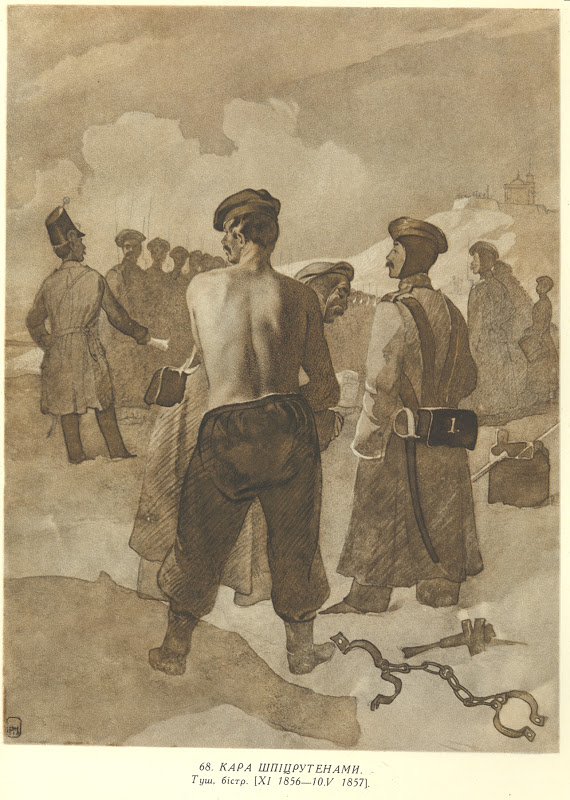
Кара шпіцрутенами (1856/57)

Петро Олексійович Кропоткін описував традиції, які панували в середині XIX століття в найпривілейованішому військово-навчальному закладі Російської імперії, — Пажеському корпусі. Старші вихованці, камер-пажи, «збирали вночі новачків в одну кімнату і ганяли їх в нічних сорочках по кругу, як коней у цирку. Одні камер-пажи стояли у колі, інші — поза ним і шкіряними батогами нещадно стьобали хлопчиків».

На початку XX століття в Миколаївському кавалерійському училищі молодші іменувалися «звірами», старші — «корнетами», а другорічники — «майорами».
Марков А.Л. "Кадети і юнкери":
Способи цього дитячого «цука» вражали своєю різноманітністю й оригінальністю і були, очевидно, вироблені цілими поколіннями попередників. Суворі «майори» першого класу примушували новачків в покарання і просто так «жерти мух», робили на коротко обстрижених головешках «виргуля» і «мастило», і просто заушали з усякого приводу і навіть без нього.
«Цук» був відвертим знущанням старших над молодшими: від молодших вимагали того, що не належить юнкерам старших класів: віддавати честь, примушували робити присідання, вити на місяць, їм давалися образливі прізвиська, їх багаторазово будили вночі тощо. Офіцери-вихователі військово-навчальних закладів не лише знали про знущання, багато хто з них був упевнений, що «підтяжка дає молодшому класу дисципліну і муштрування, а старшому — практику користування владою».
Слід зазначити, що участь в подібних звичаях була відносно добровільною: коли вчорашній кадет, гімназист або студент потрапляв у стіни училища, старші передусім запитували його, як він бажає жити — чи «за славною традицією училища або за законним статутом»?. Той хто виявив бажання жити «за статутом» позбавлявся від «цука», зате «своїм» його не вважали, називали «червоним» і ставилися до нього зневажливо. До «червоного» з особливою прискіпливістю чіплялися командири нижчої ланки — юнкери взводів і вахмістри, а головне — після закінчення училища його не приймав у своє офіцерське середовище жоден гвардійський полк. Тому переважна більшість юнкерів воліли жити «за традицією», недоліки якої списувалися на товариське єднання.

## У Радянській армії
Перший випадок, пов'язаний з нестатутними стосунками в Червоній армії, був зафіксований 1919 року. Троє старослуживих 1-го полку 30-ї дивізії забили до смерті свого товариша по службі — червоноармійця Куприянова, уродженця Балаковського повіту Самарської губернії 1901 року народження через те, що молодий боєць відмовився за «дідів» виконати їх роботу. За законами воєнного часу винні в смерті солдата були розстріляні.
За однією з версій, поява дідівщини в армії була обумовлена скороченням терміну служби 1967 року з трьох років до двох. За часом це збіглося з першою хвилею дефіциту призовників. Було встановлено, що п'ятимільйонна Радянська армія може недобрати за чисельністю цілу третину — позначилися демографічні наслідки Другої світової війни.
Питання обговорили на засіданні Політбюро, і рішення було знайдене. В армію стали призивати людей з карним минулим, що раніше було абсолютно виключено. Ідеологічно це виглядало як виправлення співгромадян, що оступилися. Проте на ділі усе відбувається інакше: внутрішнє життя армії змінюється в гіршу сторону. Разом з карним елементом в казарми приходять карні порядки, в солдатську мову проникає злодійський жаргон. Копіюючи тюремні порядки, колишні карні злочинці вводять ритуальні приниження і знущання.
Крім того, за іншими даними, при зменшенні строку служби з трьох до двох років протягом відомого часу в одному і тому ж військовому підрозділі знаходилися і ті, хто дослужував третій рік, і ті що знову поступили, які повинні були служити на один рік менше. Остання обставина злила тих, хто вже відслужив два роки, але до свого терміну залишалося ще служити. Військовослужбовці третього року служби і зганяли свою злість на новобранцях.
Проте, є підстави сумніватися в цій версії. За словами кандидата соціологічних наук А. Ю. Солнишкова вже 1964 року з'явилися перші і найпродуктивніші роботи радянських учених, які займалися питаннями дідівщини. Крім того, за його словами, за сорок років дослідження феномену дідівщини вітчизняним ученим не вдалося істотно просунутися в порівнянні з продуктивними роботами А. Д. Глоточкіна і його учнів, проведеними на початку 1960-х рр.
За іншою версією, наприкінці 60-х років деякі командири частин почали широко використовувати солдатську працю для отримання особистої матеріальної вигоди. Нестатутна господарська діяльність військових частин зумовила виникнення такої системи нестатутних взаємин, при якій старослуживі виконували роль наглядачів над солдатами першого року служби, які виконували роботи. Подібні стосунки вимагали беззаперечного підпорядкування молодих солдатів будь-яким вказівкам старослуживого, щоб зламати і перетворити на рабів призовників піддавали натиску і насильству. Таким чином, за цією версією, дідівщина виникла, як метод управління нестатутною господарською діяльністю військових частин. З часом у ряді військових частин офіцери стали використовувати дідівщину, як метод управління, оскільки самі займатися навчанням молодих, а також виховною роботою не хотіли.
Також, до кінця 60-х років в Збройних Силах вже не залишилося тієї кількості командирів-фронтовиків, яких була більшість у Збройних Силах після закінчення Німецько-радянської війни, і які з особистого досвіду знали, що здорова моральна обстановка в дорученому їм підрозділі — запорука їх власного життя.
Влітку 1982 року в радянські війська поступив секретний наказ № 0100 про боротьбу з нестатутними стосунками.
Широку популярність у часи перебудови отримала «справа Сакалаускаса», молодого солдата з Литви, що розстріляв у лютому 1987 року на під'їзді до Ленінграда караул з 7 старослуживих.

## У Російській армії
Олександр Гольц, військовий оглядач «Щоденного журналу» констатує: Вищому військовому керівництву країни вдалося відстояти ідею збереження масової мобілізаційної армії радянського зразка. Ця модель в принципі виключає скільки-небудь серйозну відповідальність командирів за життя і здоров'я підлеглих, зводить солдата термінової служби до положення раба.
Основна маса випадків дідівщини, що отримали розголос, в Російській армії пов'язана з використанням праці молодих солдатів для отримання особистої вигоди командним складом військових частин. Дідівщина виникла у 60-ті роки XX століття в Радянській армії, як метод управління нестатутною господарською діяльністю військових частин і продовжує розвиватися нині, набуваючи різних форм, широко відомих з кріпацтва 18, — XIX століття, але які дико виглядають в XXI столітті.
Генеральний прокурор Російської Федерації Володимир Устинов, виступаючи на колегії генеральної прокуратури відмітив: «Складається враження, що „продаж“ солдатів — це прадавня священна традиція, викоренити яку можна тільки разом з усім російським офіцерським корпусом».
Самарська область. У серпні 2002 старший лейтенант Р. Комарницький вимагав від рядових Цвєткова і Легонькова вибути з розташування частини додому в Самару і заробити гроші діяльністю, не пов'язаною з армійською службою. Вони повинні були щомісячно виплачувати офіцерові 4 тис. рублів. Солдати відмовилися, але вимоги повторювалися і супроводжувались натиском і побиттям з боку старослуживих.
Жовтень 2003, Самара, гвардійський мотострілецький полк постійної готовності. Військовослужбовці, що працювали в ТОВ «Картон-пак», пояснили, що бойовою підготовкою під час «приробітків» вони не займалися. В результаті за увесь період служби вони так і не придбали необхідних бойових навичок. Рядовий Е. Гольців, приміром, розповів, що тільки один раз стріляв з особистої зброї.
Волгоградська область. 10 жовтня 2003 поряд з військовою частиною № 12670 ЖДВ правозахисники з організації «Материнське право» зробили відеозапис. Були зняті десятки солдатів, яких розвозили на роботу: на прополку 32 людини, 10 осіб на «Ротор» (волгоградський футбольний клуб). Під'їжджали 3 або 4 іномарки з підприємцями, мікроавтобуси, що відвезли солдатів. Є відомості про те, що з частини в один з днів було вивезено близько 200 солдатів.
Почались перевірки. З Москви приїжджав перший заступник командувача Федеральною службою ЖДВ генерал Гуров. Пройшла прокурорська перевірка. Командира в/ч і його заступника притягнули до дисциплінарної відповідальності. Проте до жовтня 2004 року незаконні роботи тривали. Правда, порушники стали дещо обережнішими, організували «ліві» роботи — збивання тарних ящиків — на території частини.
Ставропольський край. З лютого 2004 року на меблевому підприємстві в селі Надія (передмістя Ставрополя) працювали троє військовослужбовців. Ніхто з них не отримував грошового й іншого забезпечення, яке йшло в чиюсь бездонну кишеню. Збиток державі лише від таких «списань», за висновками слідства, склав 120 тисяч рублів.

Величезний резонанс отримав випадок, що стався напередодні Нового 2006 року в батальйоні забезпечення Челябінського танкового училища, де рядового Андрія Сичова і ще сімох солдатів били близько трьох годин товариші по службі, які таким чином «відмічали» свята. Сичов, який звернувся до військових лікарів, необхідної медичної допомоги вчасно не отримав. Лише до кінця свят унаслідок різкого погіршення здоров'я молоду людину перевели в міську лікарню, де лікарі діагностували у нього численні переломи і гангрену нижніх кінцівок (що призвело до їх подальшої ампутації), забиття статевих органів (їх теж ампутували,).

## Суть дідівщини як явища
Дідівщина полягає в наявності неофіційних ієрархічних стосунків, паралельних основним формальним, не виключаючи випадків, коли офіцери не лише знають про дідівщину, але й користуються нею для підтримки «порядку».
Слід зазначити, що в офіційних заявах деякі високопоставлені військові говорять про хвороби суспільства, які перенесені на армійський ґрунт. Наприклад, така заява була висловлена в телеінтерв'ю адміралом В'ячеславом Олексійовичем Поповим, колишнім командувачем Північним флотом, нині — членом Ради Федерації, членом Комітету з оборони і безпеки.
Об'єктивні дослідження говорять, що дідівщина є продуктом нестатутної економічної діяльності в збройних силах. При цьому дідівщина є допоміжним інструментом в руках керівного складу, який може велику частину своїх обов'язків з підтримки порядку перекласти на лідерів неформальної ієрархії, натомість пропонуючи їм деякі блага (позачергові звільнення, поблажливе відношення до провини, зменшення фізичного навантаження тощо).
Часто неформальні стосунки  супроводжуються приниженням людської гідності і фізичним насильством (рукоприкладством).
Безпосередніми жертвами явища стають члени колективу, що мають з тих або інших причин низький статус в неофіційній ієрархії (статус може визначатися стажем, фізичними, психофізіологічними особливостями, національною приналежністю тощо). Основою статусу є фізична сила і уміння наполягти на своєму, конфліктостійкість.
Прояви дідівщини можуть бути дуже різними. У м'яких формах вона не пов'язана із загрозою для життя і здоров'я або серйозним приниженням гідності: новобранці виконують госпроботи за старослуживих і, час від часу, їх побутові доручення. У своєму крайньому прояві дідівщина доходить до групового садизму. Прояви дідівщини в російській армії полягають в примушування новобранців повністю обслуговувати «дідів» (наприклад, прати їх білизну), відбирають гроші, речі і харчі, піддають систематичним знущанням і навіть тортурам, жорстоко б'ють, нерідко наносячи тяжкі тілесні ушкодження. Останнім часом дуже часто поширено здирство грошей, для зарахування їх на рахунок стільникового телефону. Новобранців примушують дзвонити додому і просити у батьків поповнити рахунок «діда» або купити йому картку поповнення рахунку, яка потім піде на усе той же рахунок. Строкова служба у ВС РФ часто не дуже відрізняється від порядків та стосунків між засудженими в місцях позбавлення волі («зони») Дідівщина є головною причиною регулярних втеч солдатів термінової служби з частин і самогубств серед них. Крім того, з дідівщиною пов'язана значна частина насильницьких злочинів в армії: в одних випадках це виявлені і доведені до суду злочини «дідів», в інших — дії у відповідь новобранців «справа Сакалаускаса». Відомі випадки, коли новобранці, що заступили в караул з бойовою зброєю, розстрілювали своїх товаришів по службі, які перед цим з нього знущалися, зокрема випадок, який ліг в основу фільму «Караул».

## Ієрархічні східці
Значення термінів може варіюватися від традицій роду військ або військової частини, а також термінів служби.
Основні визначення на армійському сленгу для військовослужбовців за терміном служби:
- «Запахи», «дрищі», «духи безтілесні», «карантини» — військовослужбовці, які проходять карантин до присяги.
- «Духи», «слони» (ВМФ), «салаги», «бобри», «салабони», «гусаки» (ЖДВ), «васьки», «батьки», «малюки», «їжаки», «горобці» (ВВ), «чеки» (ВВ), «чекісти» (ВВ), «щиглі», «Чижі» (бекронім від «чоловік, виконувач бажання») — військовослужбовці, що прослужили до півроку.
- «Слони» (ВДВ і ВВ), «помоза», «шнурки», «гусаки», «ворони» (ВВ), «карасі» (ВМФ), «молоді», «моржі», «щиглі», «мамонти» — військовослужбовці, що прослужили півроку.
- «Черепи», «черпаки», «годки» (ВМФ), «борзі карасі» (ВМФ), «фазани», «котли», «помазки» — військовослужбовці, що прослужили один рік.
- «Діди», «дембелі» — військовослужбовці, що прослужили півтора року. Від стійкого терміну «дід» і відбувається назва явища.
- «Дембелі», «громадяни»(вважаються вже майже цивільними): військовослужбовці строкової служби, після виходу наказу про звільнення в запас.

На флоті (принаймні до 1990 року) ієрархічних східців було рівно 7:
- до півроку — «дух» (Істота безтілесна, безстатева, нічого що не розуміє, нічого що не уміє, нічого що не знає, придатний тільки для брудної роботи, частенько безпорадний);
- півроку — «карась» (Боєць, що обтесався в умовах реальної служби, твердо знає звичаї, традиції і свої обов'язки, але через нерозторопність «духів» часто буває битим);
- 1 рік — «борзий карась» (Це тертий калач. Службу знає міцно. Відповідальний за виконання робіт «карасями» і «духами». Фізичній дії підлягає у виняткових випадках);
- 1 рік 6 міс. — «півторашник» (Перший ступінь «недоторканих». Підлягає тільки моральному тиску з боку старослуживих за недогляд за нижчестоячими. «Півторашник» вважається найзлішою і нещадною істотою. На цьому ступені дуже виразно проявляються люди з низькими моральними засадами);
- 2 роки — «підгодо́к». Найліберальніший ступінь. Втомлені від моральної напруги «півторашництва», особливо не «морочившись» службовими проблемами, просто відпочивають);
- 2 роки 6 міс. — «годо́к», або, як варіант, що мав ходіння на ТОФі: «саракот» (Мабуть, тому на флоті «дідівщина» називається «Годковщи́ною»). Реально керівна верховна каста старослуживих. До фізичного насильства особисто вдаються у виняткових випадках, в основному діючи через «півторашників». У свою чергу, неформальна дія на колектив офіцерським складом здійснюється виключно через «годко́в»);
- 3 роки — «профспілка», «цивільна» (Це «звання» надавалося після публікації наказу Міністра оборони про звільнення в запас. «Годок» відразу після наказу Міністра оборони неформально визнавався звільненим в запас і знятим з постачання, але оскільки «за примхами долі» вимушений знаходитися в частині, жив нібито на засоби флотської профспілки. Живе в частині або на кораблі як цивільна особа, що носить військову форму).

## Традиції переведення на наступний ступінь ієрархії
''Переведення з нижчого ієрархічного рівня на вищий здійснюється у процесі ритуалу «перебиття», «переведення». Солдат, що не користувався пошаною своїх товаришів по службі або що порушував принципи дідівщини, а також відмовився від «життя за дідівщиною» протягом трьох «золотих днів» після прибуття у військову частину (т. н. «статутний», «затягнутий»), може залишитися «неперебитим» — в цьому випадку він не має права на привілеї вищих рівнів неофіційної ієрархії, а прирівнюється до «духів» або «запахів». Це трапляється нечасто, як виняток.
Перехід на наступний рівень супроводжується спричиненням фізичного болю особливим ритуальним способом: солдатові, що відслужив рік (раніше, коли термін служби становив 2 роки) завдаються ударів ременем (бляхою), табуретом або металевим ополоником (черпаком) по сідницях. Кількість ударів зазвичай дорівнює кількості відслужених місяців. Переведення з «дідів» у «дембеля» має символічний характер, без застосування фізичної дії: майбутнього дембеля «б'ють» по заду ниткою крізь шар матраців і подушок, а за нього «кричить від болю» спеціально вибраний «дух». За заслужені до моменту «переведення» лички (звання єфрейтора або сержанта) в деяких частинах призначаються додаткові удари.
На флоті так само існувала чимала кількість звичаїв і традицій, але варто виділити лише два основних, таких, що зустрічалися нерідко на різних флотах.
- При перекладі з «карасів» в «півторашники» відбувається т. зв. «змивання луски». Залежно від погодних умов і місця дії з «карася» «змивають луску», викидаючи того за борт, занурюючи в ополонку, обливаючи з пожежного шлангу тощо, намагаючись провести обряд переведення несподівано для «присвячуваного».
- «розрив годка» — у момент появи першого друкованого варіанту наказу Міністра оборони «Про звільнення в запас». (наприклад, в газеті) на «годку» розривається в дрібні клаптики вся військова форма що уся знаходиться в цей час на ньому включаючи шкарпетки і нижню білизну. Ритуал також проводиться несподівано для «годка». Після «розриву» «годок» стає «Профспілкою», тобто цивільним. У «розриві» має право взяти участь будь-який військовослужбовець аж до «духа».

Зазвичай «переведення» відбувається в першу ж ніч після виходу наказу Міністра оборони «Про звільнення в запас» (зазвичай — 27 вересня і 27 березня) але може й відкладатися на декілька днів, оскільки командування будь-якої частини прекрасно обізнане з процедурами «переведення» і частенько в перші дні і ночі після виходу «Наказу». особливо суворо стежить за дотриманням Статуту.

## Поширення явища залежно від умов служби
Зазвичай вважають, що найбільш злісні форми дідівщини характерні для «другосортних» частин і родів військ, особливо для будбату, але факти дідівщини нерідко розкриваються в частинах і з'єднаннях, що вважаються «елітними». Значно менш дідівщина поширена у військах або підрозділах солдати яких мають постійний доступ до бойової особистої зброї (напр. Внутрішні війська).. Крім того, дідівщина мало поширена в авіачастинах. Дідівщина не набула широкого поширення в невеликих, віддалених частинах (для прикладу — частини розвідки радіолокації ППО). Слід зазначити, що менше всього проявів дідівщини спостерігається в тих частинах, де командири частин не використовують працю солдатів для отримання особистої вигоди. Це явище ніяк безпосередньо не пов'язане ні з родом військ, ні з видом військових частин.

## Причини виникнення
Існують різні точки зору на причини виникнення дідівщини. На думку деяких експертів, посилення дідівщини безпосередньо пов'язане з практикою призову в армію СРСР ув'язнених з в'язниць. У такому разі в довоєнній РСЧА (а до цього в армії дореволюційної Росії) дідівщини не було, і вона веде свій початок з 1942-43 рр. Саме тоді до діючої армії стали призивати ув'язнених, які і внесли частину своєї тюремної («зонівської») субкультури, яка визначала взаємини між засудженими в СРСР, в Радянську Армію. Існує також думка, що «старт» дідівщині був даний в 1960-ті роки, у момент скорочення терміну служби в Радянській Армії (з трьох до двох років в сухопутних військах і з чотирьох до трьох у ВМФ), коли старослуживі, вимушені дослужувати свої три або чотири роки, почали зганяти зло на новобранцях, що прийшли, яким належало служити на рік менше.
Порушення елементарних прав громадян владою та загальна картина беззаконня в СРСР з боку влади щодо громадян, попри формальне існування «на папері» законів, котрі мали б захищати права громадян, не могли не відбитися на відносинах між військовослужбовцями в радянській армії. Система радянської законності та беззаконня в СРСР сприяла тому, що кожен наділений в армії владою без огляду на загрозу покарання міг знущатися над іншими військовослужбовцями. В радянській армії не діяла ефективна процедура оскарження військовослужбовцем порушення його законних прав іншими військовослужбовцями попри те, що в Кримінальному кодексі СРСР формально існував окремий розділ щодо порушення порядку проходження служби, який включав статті, що передбачали кримінальну відповідальність за побиття військовослужбовців. Водночас в СРСР було не тільки не прийнято, але й часто заборонено відкрито обговорювати та критикувати державні інститути та негативні суспільні явища, в тому числі дідівщину в радянській армії. Дідівщина в значній мірі спричинювалась непередбаченою військовими статутами традицією командирів підтримувати дисципліну у військових підрозділах самими військовослужбовцями: на однакових за званнями та посадами військовослужбовців покладався непередбачений статутами обов'язок «впливати» на товаришів, якщо вони порушували встановлений порядок несення служби. Таким чином, командирам дуже часто було вигідно за допомогою дідівщини підтримувати порядок та дисципліну серед військовослужбовців. Через що вони не тільки не звертали на неї уваги, а навіть заохочували дідівщину серед військовослужбовців. Поширені гопницькі (кримінальні) традиції серед молоді ще до призову на військову службу також посприяли розвитку дідівщини в армії. Остаточно дідівщина як явище набула свого справжнього вигляду наприкінці 80-х — початку 90-х років і під час розрухи перших років незалежності пострадянських держав, коли безлад і занедбаність армії досягли апогею.
У військових колективах, які формуються користуючись з призовників, у командирів військових частин є безліч формальних важелів впливу на рядовий і сержантський склад, що проходить службу за призовом. До таких зокрема відносяться:
- * догана
- * сувора догана (у відношення військовослужбовців термінової служби догани абсолютно даремні, оскільки ніяк не відбиваються у військовому квитку — фактично, єдиному документі, який він забере з собою з армії)
- * позачерговий наряд,
- * позбавлення нагрудного знаку відмінника (військовослужбовці термінової служби нагороджуються такими знаками у виняткових випадках)
- * позбавлення чергового звільнення (внаслідок використання на роботах, не пов'язаних з діяльність військової частини, військовослужбовці термінової служби зазвичай ходять у звільнення не частіше разу в місяць, замість покладеного статутом разу в тиждень.)
- * зниження на посаді (військовослужбовці термінової служби рідко обіймають цінні посади)
- * зниження у військовому званні на один ступінь (близько 80 % військовослужбовців термінової служби знаходяться в найнижчому військовому званні)
- * арешт з утриманням на гауптвахті
- * дисциплінарний батальйон.

Висловлюється думка, що виникнення дідівщини в тій або іншій формі є закономірним за наявності ряду провокативних чинників, серед яких можна відмітити такі:
- * Закритість спільноти, неможливість легко покинути її, тим більше — примусовість знаходження у спільноті (у армії — служба за призовом).
- * Недостатньо комфортні умови проживання (тіснота, відсутність гарячої води і інших зручностей цивілізованого гуртожитку).
- * Відсутність внутрішніх механізмів, призначених для захисту одних членів спільноти від агресії з боку інших (у армії — за порядок офіційно відповідають офіцери, фактично вони виконують цю функцію настільки, наскільки хочуть).
- * Культивоване в суспільстві уявлення про аморальність протидії насильству за допомогою звернення до органів охорони правопорядку або осіб, що виконують їх функції. Простіше кажучи, уявлення про те, що «стукати» — підло. В армії — скарга офіцерові на старослуживого, що побив новобранця, автоматично робить цього новобранця «вигнанцем» серед свого призову, і, передусім, у своїх очах. Проте деякі вважають, що краще бути «вигнанцем», ніж підлягати фізичному і психологічному насильству, для них моральне презирство товаришів по службі в цьому випадку значення не має. Кожен сам вибирає, як йому вчинити залежно від конкретних обставин.
- * Необхідність виконання робіт, що не відносяться до безпосередніх цілей і завдань спільноти, але віднімають час і не є популярними (у армії — госпроботи). Існує протилежна точка зору, згідно з якою дідівщина розвивається в умовах зайвого вільного часу у військовослужбовців, і що новобранцеві краще займатися госпроботами, ніж сидіти в казармі і бути об'єктом ієрархічних експериментів «дідів». Хоча, очевидно, що новобранцеві краще займатися безпосередньо бойовою підготовкою, ніж сидіти в казармі і, тим більше, займатися госпроботами.
- * Незацікавленість керівництва в підтримці порядку. В армії офіцери часто піддаються спокусі відсторонятися від поточної роботи, перекладаючи її на «дідів».
- * Оцінка діяльності керівництва за відсутністю офіційно зареєстрованих подій (у армії — навіть явні злочини на ґрунті дідівщини воліють приховувати, оскільки за виявлені випадки на командирів підрозділів чекають суворі заходи — ризик не бути представленим до чергового звання, або бути зниженим на посаді, або взагалі звільненим з лав Збройних Сил). Проте, оскільки наслідком дідівщини нерідко бувають самогубства, то факти дідівщини «спливають», і проводиться розслідування за участю армійської прокуратури. На жаль дії військової прокуратури далеко не завжди ефективні.

## Відмінність дідівщини від земляцтва
Земляцтво — форма нестатутних взаємин, заснована на традиціях, що підтримують земляцькі зв'язки.
Дискримінація військовослужбовців за національною, расовою, етнічною і релігійною ознакою під поняття «дідівщина» не підпадає, оскільки в даному випадку не береться до уваги такий основний критерій «дідівщини», як різниця в термінах служби між порушником і потерпілим. Це явище називається «земляцтво».

## Дідівщина і нестатутні взаємини
Позначення даних кримінальних проявів як «дідівщина» або «нестатутні стосунки» не цілком адекватно. «Нестатутні стосунки» — занадто широка і розпливчата назва, бо будь-який відступ від вимог статутів є, по суті, нестатутним відношенням до доручених обов'язків. Крім того, «дідівщина» іноді здійснюється у вигляді вимоги абсурдно точного дотримання статутів.

## Деякі ритуали, пов'язані з традиціями дідівщини
- * «Молитва» або колискова для «діда» — виконується «духом», «салабоном» який, стоячи на тумбочці або піраміді з табуретів («баночок»), в нічну годину, після «відбою», коли офіцери покидають розташування роти, читає певний римований текст про звільнення, що наближається. Залежно від частини його зміст різниться, тому у «колискової» існує велика кількість варіантів. Газета «Московські новини» приводить такий:

''Масло з'їли — день пройде, старшина додому йде.

''Дембель став на день коротше, усім «дідам» добраніч.

''Нехай їм сниться будинок рідний, баба з пишною пиздою,

''Море горілки, пива таз і Верховного наказ про звільнення в запас.

- * «Дембельский потяг» — театралізована вистава, в якій після відбою беруть участь молоді бійці як масовка і «діди», що грають пасажирів потягу. У процесі постановки активно розгойдується ліжко, імітуються звуки вокзалу і руху потягу «чух-чух». Іноді за вікнами можуть бігати солдати з гіллям імітуючи дерева що проминають за вікнами потяга.
- * «Іспит на право управління транспортним засобом» — ритуал, поширений в автомобільних частинах і підрозділах, в ході якого молодий солдат зобов'язаний у встановлений «дідами» час бігом піднятися на певний поверх, тримаючи в руках покришку від легкового автомобіля, яка символізує кермове колесо. Використовується у вигляді покарання за порушення, пов'язані з управлінням автомобіля, або утримування закріпленого автомобіля в брудному, технічно несправному стані.
- * «Затримання злочинця на верхньому поверсі будівлі» — в міліційних частинах В. ст. вид покарання за порушення молодим військовослужбовцем порядку несення патрульно-постової служби. Молодий боєць зобов'язаний сходами піднятися на верхній поверх багатоповерхового будинку раніше за діда, який в цей час піднімається на ліфті.
- "* «Пожежа» в приміщенні. Ритуал виник в частинах, де передбачений підрозділ пожежного ГО/МНС. Згодом поширився на інші частини. Нерідко виконується за наказом старшин рот, а їх відсутність сержантів. За командою, особовий склад за певний проміжок часу повинен винести з казарми на вулицю усе майно роти — ліжка тумбочки тощо. Казарма повинна залишитися повністю порожньою. Якщо рота не встигає, майно заноситься назад, і усе починається спочатку. Причиною пожежі може служити неприбране приміщення, наявність схованок у казармі.
- * Сигарета під подушкою. Коли починається «стоднівка», дембель кожен ранок повинен знаходити у себе під подушкою сигарету на якій написано «стільки-то днів до наказу». Сигарету клав уночі або «закріплений» за дембелем дух, або хто-небудь з духів відділення. Особливою майстерністю вважалося покласти сигарету не розбудивши при цьому дембеля, проте навіть якщо розбудити, провиною це не рахувалося. За цю люб'язність, дембель віддає духу в їдальні свою порцію масла. Відсутність сигарети вважалася серйозною провиною і винний міг бути жорстоко покараний.
- * Команда «Один»!. Аналог статутного наказу «рядовий, до мене». Тільки у випадку з традиціями дідівщини, дембель голосно дає команду «один»! і будь-який з «духів», який почув або міг почути цю команду, повинен негайно з'явитися по стійці струнко перед дембелем і представитись. (Знову ж таки, представлення може залежати від традицій або відбуватись за статутом: «рядовий такий-то, за вашим наказом прибув», або нестатутним, наприклад «фанера 1975 року виробництва до огляду готова»!) Сенс ритуалу полягає у швидкості, якщо дух не з'явився досить швидко (не більше 1-3 сек), або не доклав усіх необхідних зусиль, дембель відповідає командою «Відставити, не різко», дух повертається на початкову, і це повторюється наново. Серйозною провиною вважається, якщо в казармі декілька «духів», і ніхто з них не наважився прибігти, або прибігло занадто мало.

## Найпоширеніші закони дідівщини
Всупереч поширеній думці, дідівщина далеко не завжди пов'язана з фізичним насильством. В частинах і підрозділах зі стійкими традиціями дідівщини немає необхідності у фізичному примусі молодих бійців дотримуватись правил і традицій цього явища. Сама атмосфера культу старослуживих і пошани до старшого призову створює умови для беззаперечного підпорядкування молодших бійців старшим. У таких частинах навіть сама думка про незгоду зі старослуживим вважається блюзнірською і присікається на корню «радою дідів» (дідрадою), яка має безумовну підтримку сержантів і негласно підтримується частиною офіцерів. У більшості «нестатутних частин» рукоприкладство не асоціювалося з традиціями дідівщини. Це явище в більшості випадків набувало поширення у рамках казармового хуліганства, або, виражаючись тюремним жаргоном «беззаконня».
Залежно від роду військ, боєздатності частини, її місця розташування, умов комплектування, закони дідівщини відрізняються дуже сильно. По суті, закони дідівщини є гіпертрофовані трактування положень Статуту, або офіційних догм, наприклад: «Накази не обговорюються, а виконуються». Попри це, існує ряд положень (деякі з яких виконують навіть офіцери), характерних для більшості частин, :
1. # Авторитет діда беззаперечний. (Дід завжди правий)
2. # Розпорядження діда не обговорюється. (Якщо Дід не правий, то див. п.1)
3. # Дід не може торкатися до предметів, які використовуються для прибирання приміщень (відра, ганчірки, швабри, віники)[13].
4. # Сержант молодшого призову не може ставити дідові (рядовому) завдання з господарських робіт.
5. # Бійцям першого року служби (молодшого призову) заборонено відвідувати солдатську чайну[26].
6. # Бійцям першого року служби (молодшого призову) заборонено модифікувати форму одягу (ушивати штани, шапки, робити вставки в чоботи, погони, шеврони тощо), оскільки ці елементи відрізняють діда від молодого ззовні.
7. # Бійцям першого року служби (молодшого призову) заборонено тримати руки в кишенях при будь-якій погоді[13].
8. # Якщо солдат першого року служби отримав посилку (передачу, грошовий переказ), то він спершу повинен віднести її дідам, які беруть собі звідти усе що визнають за необхідне.

## Позитивні факти боротьби з дідівщиною
Попри те, що дідівщина має багато об'єктивних передумов, відомі випадки (Приволзько-уральський військовий округ), коли молодший призов створював організацію, свого роду «профспілку», і за підтримки командування підрозділу позбавлявся в цілому від проявів дідівщини.

## Дідівщина в кіно і літературі
Дідівщина отримала великий громадський резонанс в СРСР у період гласності після публікації 1987 року повісті Юрія Полякова «Сто днів до наказу» (написана 1980). Цей твір присвячується гострим соціальним проблемам в армії, які до того часу знаходилися під негласним табу. Надалі повість була екранізована під тією ж назвою.
Нижче представлений неповний перелік фільмів, в яких тією чи іншою мірою зображена (у тому числі в пародійному стилі) проблема дідівщини:
- ДМБ
- Солдати(телесеріал)
- Грозові ворота

Факт дідівщини в Україні є офіційно не визнаним, станом на 2010 рік.

## Виноски
1. ↑  Розстріл військових у Дніпрі: у Нацгвардії назвали імена загиблих. 24 Канал (укр.). Архів оригіналу за 7 лютого 2022. Процитовано 14 листопада 2022.
2. 1 2 3 4 5 6 7  Вахнина Л. В. Лишний солдат. Незаконное использование труда военнослужащих по призыву в целях, не обусловленных исполнением обязанностей военной службы [Архівовано 30 січня 2021 у Wayback Machine.] // «Ежедневный журнал». Всероссийская коалиция общественных организаций «За демократическую альтернативную гражданскую службу». — Москва, 2006. (рос.)
3. ↑  Дедовщина в кремлёвском полку // РИА «Новости», 02.06.2003. (рос.)
4. ↑  Орлов В. Н. Казарменное хулиганство. Как с ним бороться? // Право в Вооружённых Силах. — 1997. — № 4. (рос.)
5. ↑  Моргуленко Е. А. Неуставные взаимоотношения военнослужащих: теория и практика антикриминального воздействия. — Москва: За права военнослужащих, 2006. — 191 с. — (Право в Вооруженных Силах — консультант ; вып. 64) (Правовая энциклопедия военнослужащего). — ISBN 5-93297-066-9. (рос.)
6. ↑  Кон И. С. Мальчик — отец мужчины. — М.: Время, 2009. — 704 с. — ISBN 978-5-9691-0469-3. (рос.)
7. ↑  Память детства: Западноевропейские воспоминания о детстве эпохи рационализма и Просвещения (XVII—XVIII вв.): Учеб. пособие по педагогической антропологии / Сост. и отв. ред. В. Г. Безрогов. — М.: Изд-во УРАО, 2001. — С. 105, 109. (рос.)
8. ↑  Кропоткин П. А. Пажеский корпус [Архівовано 31 січня 2021 у Wayback Machine.] // Записки революционера. — М.: Московский рабочий, 1988. — 544 с. (рос.)
9. ↑  Марков А. Л. Кадеты и юнкера. — Буэнос-Айрес, 1961. (рос.)
10. ↑  Зайончковский П. А. Самодержавие и русская армия на рубеже XIX—XX столетий: 1881—1903. — М., 1973. — С. 326. (рос.)
11. ↑  Трубецкой В. С. Записки кирасира [Архівовано 7 березня 2016 у Wayback Machine.]: Мемуары. — М.: Россия, 1991. — С. 81-82. (рос.)
12. ↑  Радов, Максим (социолог). Полезная дедовщина // «Слово», № 48 (366) 26.11.1999. (рос.)
13. 1 2 3 4 5 6 7  Глоточкин А. Д. Формирование взаимоотношений в воинском коллективе (взвод, рота) на основе требований воинских уставов: Диссертация канд. пед. наук (по психологии). — М.: ВПА, 1964. (рос.)
14. ↑  /Солнышков А. Ю. «Дедовщина: тип отношения к „значимому другому“»[недоступне посилання з липня 2019], Социологические исследования. 2004. № 6. С. 45-53.
15. ↑  Олександр Гольц. Армія зайвих солдатів. Військовий оглядач. «Щоденний журнал», 2006 рік, г. Москва
16. 1 2  Армия преступников: Генеральный прокурор признался, что ничего не может поделать с преступностью в вооруженных силах // Lenta.ru, 03.02.2006. (рос.)
17. 1 2  Сергей Девятов, Александр Бугай. На заработки — шагом марш! // «Красная звезда», № 229, 9.12.2003. (рос.)
18. ↑  Лариса Шеремет. «Скаржитися на батьків-командирів — все одно що» «Вісті», 30.10.2004
19. ↑  Людмила Леонтьева, Володимир Гаврилов. Полковник — хват, але не батько солдатам. «Праця» № 153, 20.08.2005
20. ↑  Рядовой Андрей Сычев все-таки был изнасилован / Newsru, 14.07.2006. (рос.)
21. ↑  Солдата-срочника 4 часа избивали и насиловали (Челябинск) // ИА REGNUM, 25.01.2006. (рос.)
22. ↑  Дедовщина в Челябинском танковом училище: рядовому ампутировали ноги и кастрировали // NEWSru.com, 25.01.2006.(рос.)
23. ↑  25jan2006/nogi.html Дідівщина в Челябінському танковому училищі. News.ru. Архів оригіналу за 27 вересня 2010. Процитовано 4 вересня 2010.
24. 1 2  Проноза Андрій Вікторович «Дідівщина» як соціально-культурне явище: механізми і форма відтворення. Дисертація на здобуття вченого ступеня кандидата соціологічних наук. Ін-т соціол. НАН України, Київ, 2005. UDC 316.354:355.1 + 316.75
25. ↑  Русистика. — Берлін, 1992, № 1. — С. 35-42
26. 1 2 3  Банников К. Л. «Антропология экстремальных групп. Доминантные отношения военнослужащих срочной службы Российской Армии». — Институт этнологии и антропологии РАН, 2002. (рос.)
27. ↑  Матеріали семінару «Витоки дідівщини в російській (радянській) армії». Архів оригіналу за 9 лютого 2010. Процитовано 4 вересня 2010.
28. ↑  Дисциплинарный устав ВС РФ, Глава 3 «Дисциплинарные взыскания». (рос.)
29. ↑  Мацкевич И.М., Эминов В. Е. Злочинне насильство серед військовослужбовців. — М. : Юрист, 1994. — С. 4. — ISBN 5-7357-0028-6.
30. ↑  http://ombudsmanrf.ru/dad%5Bнедоступне+посилання+з+липня+2019%5D 2006/dad02/dad_222/r12.doc
31. ↑  Валерій Мирошников. (2008). Подолання Дідівщини. Досвід 2008 р. Архів оригіналу за 28 грудня 2010. Процитовано 2 квітня 2009.